# (29109) 1981 EO28
A (29109) 1981 EO28 a Naprendszer kisbolygóövében található aszteroida. Schelte J. Bus fedezte fel 1981. március 6-án.